# Ilomba
De ilomba is in de mythologie van de Lozi van zuidelijk Afrika een mythische slang met het hoofd van de maker. Het fabeldier eet initieel alleen eieren en pap, naarmate dat het groter wordt heeft het nood aan bloed van mensen. 
Door de spirituele en bloedbanden tussen de slang en de medicijnman zal als deze laatste dood gaat de slang ook overlijden en omgekeerd.